# Lunêri di Smémbar
Il Lunêri di Smembar è un lunario-calendario molto diffuso in Romagna. Viene pubblicato a Faenza (RA) ininterrottamente dal 1845.
Il calendario, composto da un unico grande foglio in formato 70 x 50 cm da appendere al muro, si compone di due parti:
1. Una zirudëla[1] dedicata all'anno appena passato, scritta interamente in romagnolo[2], illustrata da otto vignette satiriche. Dall'edizione 2006 le zirudële sono scritte da Gino d'Grapëla;
2. Il calendario vero e proprio, che contiene tutto quello che ci si aspetta da un normale lunario: sono elencate le varie feste religiose, i santi romagnoli e gli orari del sorgere e del tramontare del sole, con il meteo di ogni mese e i consigli per la semina. La prima edizione del Lunêri con le previsioni astronomiche apparve nel 1865; i testi furono scritti dall'astrologo-astronomo francese Philippe-Antoine Mathieu de la Drome. Il suo volto appare ancora oggi nel calendario: disegnato in forma stilizzata, è collocato in alto a sinistra nella sezione dedicata alle previsioni.

Il lunario esce tradizionalmente l'11 novembre, giorno di San Martino.

## Storia
Alla base di un lunario vi è la credenza che la luna abbia influenza sulle attività agricole. L'agricoltore, nel progettare la sua attività, consulta il lunario per conoscere la data d'inizio e della fine delle fasi lunari. Il lunario dà i punti di riferimento ai contadini, aiutandoli nelle decisioni da prendere. Ancora oggi gli agricoltori romagnoli consultano il lunario per decidere quando travasare il vino, oppure seminare nell'orto. 

L'origine del «Lunêri di Smembar» risale alla notte di San Silvestro fra il 1844 e 1845, quando una compagnia di amici artisti si ritrovò nella nota Ustareja dla Marianaza ("Osteria della Mariannaccia", tuttora esistente), nel centro di Faenza. Della compagnia facevano parte il pittore Romolo Liverani, l'incisore Achille Calzi e il poeta Angelo Tartagni. 
Il primo lunario
Sul numero 1 del Lunêri di Smémbar appariva un grande disegno di Romolo Liverani. L'opera rappresentava al centro un uomo dall'aspetto dimesso, con abiti sdrucìti, una scarpa bucata, in sella a un ronzino che potrebbe assomigliare a quello di don Chisciotte. Sulla sinistra appariva un'altrettanto dimessa Locanda della miseria dall'improbabile tetto di paglia (come le capanne delle zone paludose). Alle spalle del Generale degli Smembri (come recita la scritta che compare nello stendardo che regge con la mano sinistra, mentre sulla destra ha un ramo secco) vi è, ironicamente, un araldo in sella a un cavallo e che si porta il corno alla bocca nell'atto di gridare un annuncio. Sullo sfondo si intravedono, appena marcate, delle abitazioni, mentre in primo piano una lapide di romana memoria annuncia al visitatore che sta entrando nella «Città dei debiti». Sotto, una ironica didascalia in versi: un generale torna dalla guerra e come bottino ha un (inutile) corno che può valere solo ad annunciare la tracotanza dei potenti. Il Generale, essendo il più alto in grado, ha il compito di parlare agli Smembar riassumendo i fatti più importanti dell'anno appena passato. La zirudëla è il testo del suo discorso.
Il primo lunario non ha nulla di particolarmente diverso dai successivi: sono presenti le eclissi, le feste religiose, gli equinozi, seguiti dai consigli per l'orticoltura mese per mese. Sono riportate anche le date in cui ci si poteva sposare: dal 7 gennaio al 4 febbraio, e dal 31 marzo al 29 novembre (in pratica, non ci si poteva sposare durante la Quaresima, la prima settimana dopo Pasqua, l'Avvento e nel tempo di Natale). Ma soprattutto vi è la zirudëla, il pezzo forte del lunario. Il primo componimento, quello del 1845, potrebbe essere stato scritto dallo stesso Tartagni, oppure da Liverani, o da entrambi, magari col contributo degli amici presenti all'osteria. 
Nasce la tradizione
I primi numeri sono caratterizzati da un disegno e da una zirudëla. Successivamente si aggiunge il calendario e, dal 1865, le previsioni astronomiche a firma di Philippe-Antoine Mathieu de la Drome. Gli autori che si sono susseguiti a scrivere le zirudële sono stati i seguenti: Angelo Tartagni (1846-69); Vittorio Tartagni (figlio del precedente); Claudio Albonetti; Giuseppe Gheba; Pietro Peroni; don Antonio Drudi (parroco di Oriolo dei Fichi); Arturo Monti (detto Arturo de' Butigõ, firmò dal 1922 al 1941); Antonio Rossi (autore fra il 1942 e il 1944, il Ministero della cultura popolare gli impose di scrivere in italiano); Ugo Piazza (1945); ancora Arturo Monti (1946-48). 

Dal 1949 al 2005 la zirudëla è stata scritta da Tommaso Piazza (Masì), affiancato dal 1978 in poi dalla sorella Gianna per le vignette. Dal 2005 l'autore dei componimenti è Gino d'Grapëla.